# 南窑庄窖藏
南窑庄窖藏，又称南窑庄金器窖藏，是指1982年2月在中國江苏省淮安地区盱眙县穆店公社马湖大队南窑庄（今属穆店镇马湖村）东南出土的一处文物窖藏，现藏于南京博物院。该窖藏发现时距地表深1.4米，窖穴下部周壁直径约2米，残深0.6米。窖内藏有1件青铜壶，壶口盖有1件金兽，壶上罩有1件倒扣的铜盆，壶内盛放有11块金版和25块金饼。窖藏文物包括战国时期楚国文物及西汉武帝时期文物，应为西汉前期埋藏。

## 出土
南窑庄位于盱眙县东南22.5公里處，1982年2月10日，马湖大队公路生产队队长万以才与同队十多名农民在南窑庄东南田边清理水渠，众人将渠道分段清理，万以才的三弟万以全在其负责渠道的淤泥中挖到了后来被称为“南窑庄窖藏”的文物遗存。在万以全用铁锹清理淤泥过程中，挖出一个破碎的铜盆，然后他蹲下取上露出的金兽，金兽底部凹陷处嵌有几块金币。万以全、万以才及其四弟万以年在阻止他人靠近后，挖出装满金币的铜壶，出土时壶内有少量水汽，但并无泥土和积水。挖出铜壶后，万家兄弟将所有文物带回家，他们的家人曾打算将壶内的金子平分给三家，并将壶分给发现者万以全，但被三兄弟拒绝，家人讨论后决定将文物交给政府。约上午9点，万以才携带两块金子前往乡政府，其他的则被放入箱子中由家人严加看护。
万以才到穆店乡政府时，恰逢乡里开大会，便直接冲到主席台将两块金子交给书记戴天全。戴天全让秘书联系盱眙县政府，然后联系盱眙县人民银行，约定进行鉴定。万以才带来的黄金在人行办公室被鉴定为含金99.9%的纯金，县人行行长在得知出土的黄金足有几十斤后，立即联系相关人员前往万家。当日中午，盱眙县公安局副局长钱永华接到报案，率人带相机开车直赴南窑庄，由于围观村民众多，到来的警察与马湖大队书记、队长以及万家人维持秩序，钱永华让万家把宝物取出，在院内桌子上清点、拍照，向村民宣传文物法规，并宣称出土文物为铜器，趁机将文物搬到车上。下午4点多，万家兄弟在警察护卫下将文物送进盱眙县人民银行金库。
南京博物院（以下简称“南博”）时任办公室主任徐湖平得知消息后立即向院长姚迁汇报，南博第一时间派考古部李文明和钱锋两人前往调查，并要求将出土文物入藏南博。而县人行则将此消息上报给北京总行，由于中国钱币博物馆正缺少“郢爰”金币，也派人征调，并答应给盱眙30多万资金补偿。由于担心盱眙当地不会轻易将文物交给南博，时任南博副院长梁白泉首先前往江苏省有关主管部门，南博取到省政府文件后经淮阴地委盖章，而后连夜赶往盱眙要求将文物交给南博。2月11日上午，万家兄弟又乘警车将文物送到南京博物院地下金库。经文物专家清点，该批文物包括镂空网套铜壶一件，金兽、金饼等金器若干，其中金兽重9公斤，其他金器重11公斤。
穆店中学语文老师马培文是当地报道员，得知消息后立即用电话上报了这一新闻。2月10日当晚，江苏人民广播电台广播了文物出土消息。2月11日，《人民日报》头版进行相关报道。其后中国各地报纸相继报道。万家兄弟除受到记者采访外，还获得了政府发放的奖状及南京博物院奖励的1万元奖金。万家得到奖金后，万以全分得5000元，万以才和万以年各分得2500元，奖金被用于购买拖拉机和翻盖房屋。公路小队其他人也希望分得奖金，最终在政府干预下不了了之。马湖大队得到南京博物院奖励的5000元奖金，被用于购买通电用的变压器。
南博考古人员在出土地点进行清理及发掘，发现金兽离地面1.2米，铜壶被放置在生土面上，壶上原本倒扣有一件宽沿薄壁的铜盆，出土时已仅存碎片，壁厚1公釐，从口沿残片量得外径27公分，内径约21公分。考古人员从直径约2米的范围内清理得到铜壶上脱落的十几枚梅花钉和一件兽面衔环的头饰。经专业发掘判断，出土文物为窖藏，窖穴露口处已被破坏，窖穴下部直径约2m，残余深度为0.6m。

## 窖藏文物

### 铜壶
错金银重络饰壶，或称错金银梅花钉饰虬龙套铜壶、陈璋圆壶，战国时期文物，国家一级文物，通高24公分，口径12.8公分，腹径22.2公分，重6250公克。该壶侈口、束颈、广肩、弧腹、圈足、平底。颈部和圈足饰有错金斜方格云纹，肩腹部饰有错银斜方格云纹。肩部以下罩有铜丝镂空网罩，分上下两部分一次铸成，上部网罩与壶肩部焊接，下部与圈足相接，上下接缝处由一横箍相连。网罩由76条蜷曲起伏的长龙构成，两龙相接处缀有576只梅花钉。横箍饰有错金流云纹，4个兽面衔环和4个立兽竖耳相间布置于横箍之上；首面镶嵌绿松石，衔环饰有错金流云纹；立兽为虎形，通体错金银:427。铜壶出土时呈铜绿色，网罩腹下部因锈蚀残损与圈足分离，一个兽面衔环和部分梅花钉脱落，后修复完整。
铜壶口沿内刻有11字铭文，释读为“廿五重金络壶，容一斗五升”。圈足外缘刻有铭文，出土后因多锈蚀，刻划浅，仅可识别四个字。清理识别圈足铭文为“隹王五年，奠昜陈得再立事岁，孟冬戊辰，齐臧鈛孤，陈璋内伐郾胜邦之获”。根据圈足铭文可知该壶为战国时期燕国铸造，后被齐国将领陈璋所得带回国:427。反映了齐宣王六年（前314年），齐国趁燕国内乱派匡章（即铭文中的“陈璋”）率军攻灭燕国的史实。圈足铭文与美国宾夕法尼亚大学博物馆藏陈璋方壶铭文基本相同，仅“齐”字在方壶上为“大”字。

### 金兽
金兽为西汉时期文物，窖藏中被用作壶盖，扣盖在圆壶顶部。金兽长16公分，宽17.8公分，高10.2公分。金兽重9公斤，含金量99%，为出土战国金器最重的一件。金兽通体金黄，空腹、厚壁，浇铸而成，以捶揲塑形。腹壁刻篆书“黄六”二字，兽外形似豹，屈腰团卧，作蜷伏状，双目圆睁俯视，耳贴脑门两侧，兽首靠前膝，头顶有一环，四肢前伸置于颔下，颈部三道项圈，项背部有环形立钮，尾巴经裆下穿过缠绕在腹部，遍体錾刻圆斑鱼鳞形纹饰:435。金兽原本的实际用途仍有争议，有权器、镇库兽、博具或用于压席等猜测。

### 金版

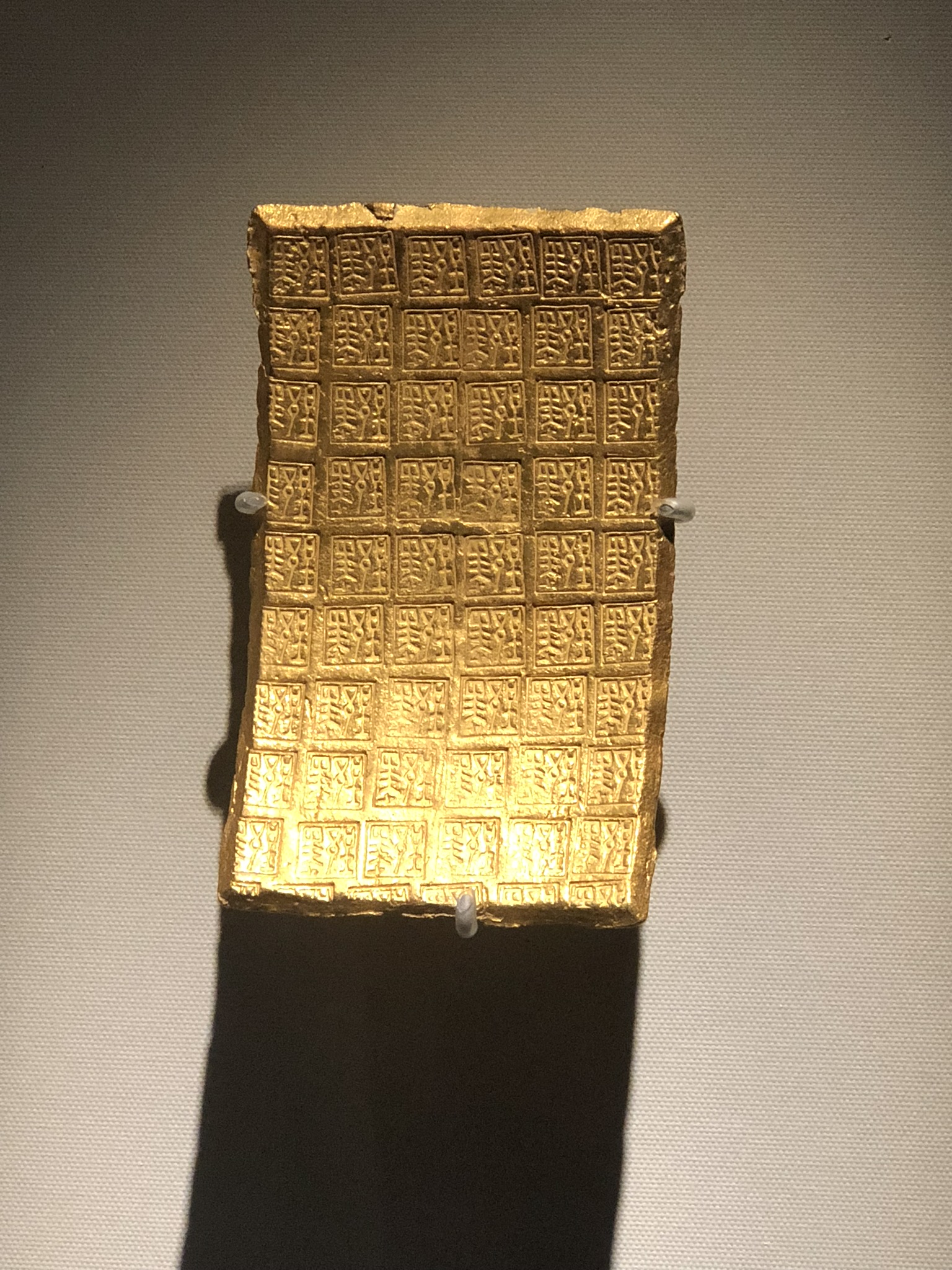
窖藏中最大的一块郢爰金版

窖藏中共有11块金版，上印篆书阴文“郢爰”方印，为战国时期楚国货币，总重3243.4公克，含金量全部为99%。
| 编号 | 入藏号 | 形状                                   | 尺寸（公分） | 重量（公克） | 整印数量 | 半印数量 | 印文排列                     |
| ---- | ------ | -------------------------------------- | ------------ | ------------ | -------- | -------- | ---------------------------- |
| 3    | 3:7551 | 平面呈长方形，边缘斜直                 | 12.2×8       | 610          | 54       | 6        | 整印纵9横6，同一方向排列     |
| 4    | 3:7552 | 平面呈长方形，边缘三面斜直，一面不规则 | 10.4×7.9     | 466.3        | 35       | 11       | 整印纵7横5，同一方向排列     |
| 5    | 3:7553 | 平面呈龟板形，两侧上翘作凹弧状         | 6.3×7.4      | 251.3        | 11       | 6        | 印文由内向外对书，两行对三行 |
| 6    | 3:7554 | 平面呈龟板形，两侧上翘作凹弧状         | 6.7×7.5      | 259.5        | 12       | 9        | 印文由内向外对书，两行对三行 |
| 7    | 3:7555 | 平面呈龟板形，两侧上翘作凹弧状         | 5.9×7.1      | 275.7        | 10       | 8        | 印文相对排列，一行对一行     |
| 8    | 3:7556 | 平面呈龟板形，两侧上翘作凹弧状         | 5.7×7.1      | 257.6        | 4        | 12       | 印文由内向外对书，两行对两行 |
| 9    | 3:7557 | 平面呈龟板形，两侧上翘作凹弧状         | 6×7.1        | 252.5        | 6        | 9        | 印文由内向外对书，两行对两行 |
| 10   | 3:7558 | 平面呈龟板形，两侧上翘作凹弧状         | 6.5×7.3      | 261.9        | 13       | 7        | 印文由内向外对书，两行对三行 |
| 11   | 3:7559 | 平面呈龟板形，两侧上翘作凹弧状         | 6.3×7.4      | 225.4        | 16       | 2        | 印文由内向外对书，两行对两行 |
| 12   | 3:7560 | 平面呈龟板形，两侧上翘作凹弧状         | 5.7×8.2      | 258.4        | 12       | 4        | 印文由内向外对书，两行对两行 |
| 13   | 3:7561 | 平面呈长方形，微弧                     | 5.5×4.9      | 124.8        | 10       | 1        |                              |

### 金饼

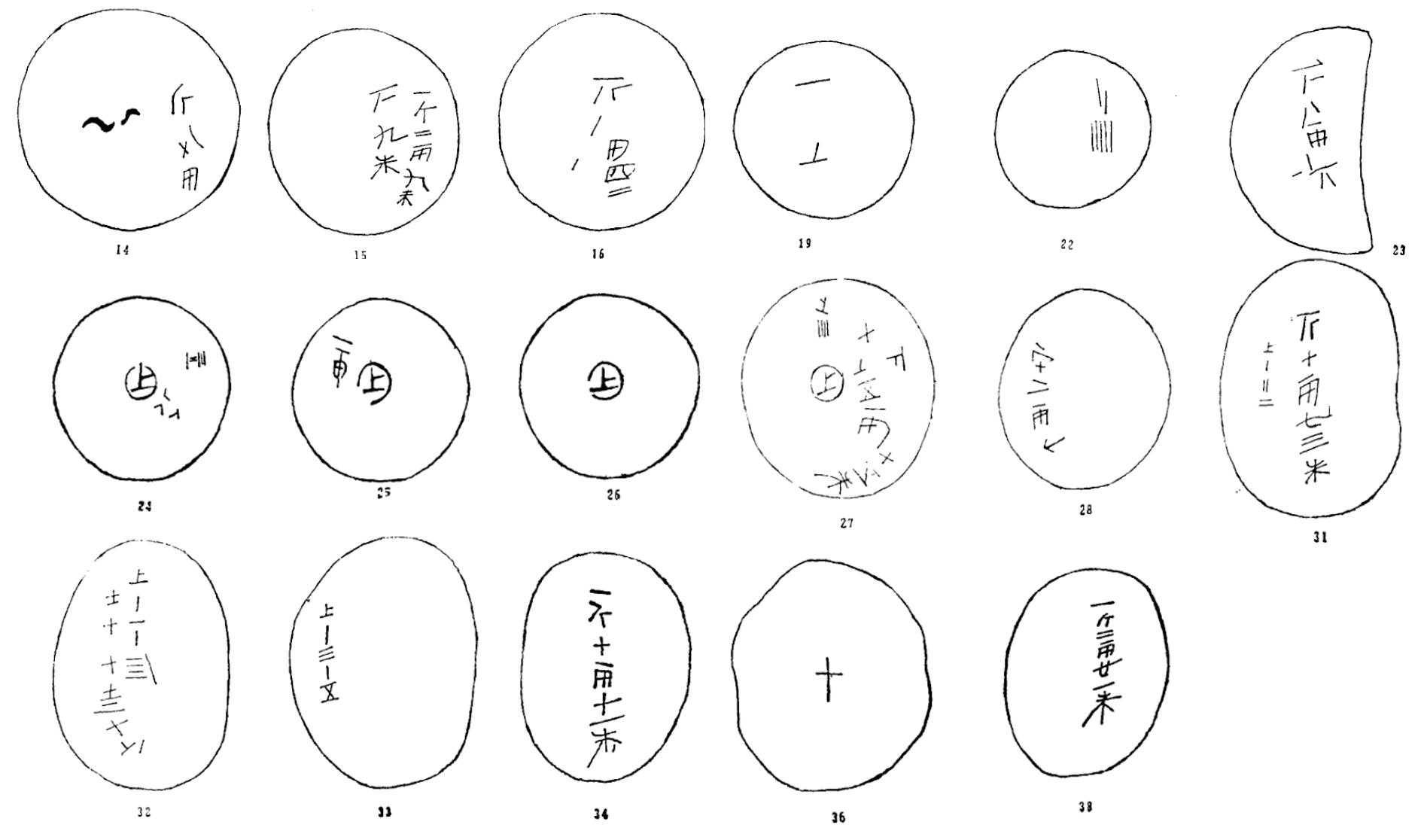
金饼上的铭文

窖藏中共有金饼25块，总重7663.4公克，大部分底面刻划有阴文文字。姚迁《江苏盱眙南窑庄楚汉文物窖藏》一文中将所有金饼分为三个类型，分别为Ⅰ式，圆饼状，表面微隆，底面微凹；Ⅱ式，背面中空，底面为圆形或不规则圆形；Ⅲ式，背面中空，底面为椭圆形。姚迁曾推测Ⅱ式为麟趾金，Ⅲ式为马蹄金，黄盛璋等学者也曾对姚迁的推测表示赞同。秦士芝《对盱眙南窑庄出土金饼的认识》一文认为壶内金饼属秦代而非西汉。2011年海昏侯墓出土大量镶嵌掐丝金带和玉片（或琉璃片），外形完全模仿马蹄和麟趾的黄金货币后，中空椭圆形和中空圆形的金币不再被认为是马蹄金和麟趾金，重新被归类为金饼。杨君《战国秦汉金饼货币类型考略》认为中空金饼在战国时期曾在多个诸侯国普遍流通，其流通的下限可能为秦朝。
| 编号 | 入藏号 | 形状                       | 式别 | 尺寸（公分）        | 重量（公克） | 含金量 | 底面文字                                             | 其他说明       |
| ---- | ------ | -------------------------- | ---- | ------------------- | ------------ | ------ | ---------------------------------------------------- | -------------- |
| 14   | 3:7562 | 圆饼状，表面微隆，底面微凹 | Ⅰ    | 直径6.4             | 376          | 99%    | 直行正书“斤八两”                                     |                |
| 15   | 3:7563 | 圆饼状，表面微隆，底面微凹 | Ⅰ    | 直径6               | 289          | 99%    | 直行正书两行，左为“斤九朱”，右为“一斤二两九朱”       |                |
| 16   | 3:7564 | 圆饼状，表面微隆，底面微凹 | Ⅰ    | 直径6.4             | 379          | 99%    | 直行正书“一斤八两四朱”                               |                |
| 17   | 3:7565 | 圆饼状，表面微隆，底面微凹 | Ⅰ    | 直径5.4             | 266.3        | 99%    | 不適用                                               |                |
| 18   | 3:7566 | 圆饼状，表面微隆，底面微凹 | Ⅰ    | 直径5.7             | 267.2        | 99%    | 不適用                                               |                |
| 19   | 3:7567 | 圆饼状，表面微隆，底面微凹 | Ⅰ    | 直径5.3             | 254          | 99%    | “丄”（上）符号                                       |                |
| 20   | 3:7568 | 圆饼状，表面微隆，底面微凹 | Ⅰ    | 直径5.3             | 258.6        | 99%    | 不適用                                               |                |
| 21   | 3:7569 | 圆饼状，表面微隆，底面微凹 | Ⅰ    | 直径5.5             | 260          | 99%    | 不適用                                               |                |
| 22   | 3:7570 | 圆饼状，表面微隆，底面微凹 | Ⅰ    | 直径4.7             | 248          | 99%    | 表示一斤二两三铢的符号                               |                |
| 23   | 3:7571 | 圆饼状，表面微隆，底面微凹 | Ⅰ    | 直径6.4             | 250.7        | 99%    | 直行正书“一斤八两四”                                 | 已切去一侧     |
| 24   | 3:7573 | 背面中空，底面为圆形       | Ⅱ    | 直径5.2，高3.2      | 268.2        | 99%    | 直行正书三行，“十两一朱”、“二二”、“上X丨二〣”        | 印文较深       |
| 25   | 3:7578 | 背面中空，底面为圆形       | Ⅱ    | 直径5.3，高3.4      | 251.6        | 99%    | 直行正书两行，“上秉”、“上”                           | 印文较深       |
| 26   | 3:7581 | 背面中空，底面为圆形       | Ⅱ    | 直径5.2，高2.7      | 240.5        | 99%    | “上”                                                 | 印文较深       |
| 27   | 3:7580 | 背面中空，底面为不规则圆形 | Ⅱ    | 纵5.7，横6.2，高2.7 | 246.6        | 99%    | 直行正书三行，“上”、“丄亖”、“十五两十五朱”           | “上”字印文较深 |
| 28   | 3:7582 | 背面中空，底面为不规则圆形 | Ⅱ    | 纵5.1，横5.5，高2.4 | 288.6        | 99%    | 直行正书“（⿱宀上）二两六朱”                         |                |
| 29   | 3:7583 | 背面中空，底面为不规则圆形 | Ⅱ    | 纵5.1，横5.5，高2.7 | 266.6        | 99%    | 不適用                                               |                |
| 30   | 3:7586 | 背面中空，底面为不规则圆形 | Ⅱ    | 纵5，横5.3，高2.3   | 279.3        | 99%    | 不適用                                               |                |
| 31   | 3:7572 | 背面中空，底面为椭圆形     | Ⅲ    | 纵5.5，横7.2，高3.4 | 434.8        | 99%    | 直行正书两行，正为“一斤十一两++？朱”，倒为“上Ｈ亖丨” | 倒行刻文较深   |
| 32   | 3:7574 | 背面中空，底面为椭圆形     | Ⅲ    | 纵5.5，横7，高3.4   | 421.4        | 99%    | 直行正书两行，“上丨·丨二”，“斤十两廿三朱”            | “上”行刻文较深 |
| 33   | 3:7575 | 背面中空，底面为椭圆形     | Ⅲ    | 纵5.9，横7.4，高3.2 | 462.2        | 99%    | 直行正书“上丨三丨五”                                 | 刻文较深       |
| 34   | 3:7576 | 背面中空，底面为椭圆形     | Ⅲ    | 纵5.4，横6.7，高3.6 | 414.2        | 99%    | 直行正书“一斤十两十一朱”                             |                |
| 35   | 3:7577 | 背面中空，底面为椭圆形     | Ⅲ    | 纵4.6，横6.9，高3.6 | 310.7        | 99%    | 不適用                                               |                |
| 36   | 3:7579 | 背面中空，底面为椭圆形     | Ⅲ    | 纵6，横6.9，高2.9   | 327.1        | 99%    | “十”                                                 |                |
| 37   | 3:7584 | 背面中空，底面为椭圆形     | Ⅲ    | 纵4.9，横6.3，高3.5 | 307          | 99%    | 不適用                                               |                |
| 38   | 3:7585 | 背面中空，底面为椭圆形     | Ⅲ    | 纵4.8，横6.2，高3.1 | 295.8        | 99%    | 直行正书“斤二两廿一朱”                               |                |

## 备注
1. ↑  口沿铭文中“络”字原本隶定为“⿱宀络”，或释为“⿰纟𡧣”、“侑”；“壶”或释读为“𦉜”、“䍌”、“𦉢”；“容”字隶定为“⿱囱寸”，或释读为“受”；“斗”字隶定为“嗀”的左半边，或释读为“𣫅”；“升”隶定为“𥾷”或“⿰糹⿱二寸”[5][7]
2. ↑  圈足铭文中“得”或隶定为“⿱目又”或“⿱目寸”；“戊辰”或释读为“戎啟”；“鈛”或释为“戈”；“孤”或隶定为“⿰孑⿱𠆢子”，释读为“游”；“璋”或隶定为“章”；“内”或释读为“入”；“郾”或隶定为“匽”，释读为“燕”；“胜”或释读为“亳”[6]:427
3. ↑  一说金版总重为3260公克[11]
4. ↑  一说最重一块金版的含金量为93%[6]:434
5. 1 2 3 4  “上”字外为圆圈，条目以方框代替
6. ↑  “X”为“⿱∨∧”，上下不相连
7. ↑  秦士芝将其释读为“斤十两七十三朱”，并认为铢两进位可能不是二十四，而是百[12]
8. ↑  此处“五”为篆书